# Corydalis latiflora
Corydalis latiflora är en vallmoväxtart som beskrevs av Joseph Dalton Hooker och Thoms.. Corydalis latiflora ingår i släktet nunneörter, och familjen vallmoväxter. Inga underarter finns listade i Catalogue of Life.